# Amando Fontes
Amando Fontes (Santos, 15 de maio de 1899 — Rio de Janeiro, 1º de dezembro de 1967) foi um político brasileiro. Exerceu o mandato de deputado federal constituinte pelo Sergipe em 1946.